# Psilocurus negrus
Psilocurus negrus là một loài ruồi trong họ Asilidae. Psilocurus negrus được Lehr miêu tả năm 1974. Loài này phân bố ở vùng Cổ Bắc giới.